# غار یخگان خلخال
غار یخگان گندم آباد خلخال به عنوان اثر طبیعی ملی، طی مصوبه شماره ۲۲۵ شورای عالی حفاظت محیط زیست کشور در سال ۱۳۸۱به وسعت ۱۱۰۰ متر در منتهی‌الیه جنوب شرقی شهرستان خلخال در دامنه غربی کوه «بوزخانا داغی» و در ۶۰ کیلومتری آبگرم گیوی واقع شده است. این غار در ارتفاع ۲۴۰۰ متر از سطح دریا قرار دارد. وجه تسمیه این غار به علت وجود خاصیت یخچالی در بخشی از غار می‌باشد.

## مشخصات فیزیکی غار
این غار با دهانه ورودی کوچک در حدود ۰٫۵ متر و به طول ۱۰ متر به تالار وسیعی منتهی می‌شود. طول تالار به ترتیب ۳۶٫۵ و عرض آن ۱۵ متر و حداکثر ارتفاع آن حدود ۱۲ متر می‌باشد.
به دلیل وجود دریچه‌های سنگی و صخره ای غار و طی مسیر هوا از داخل آن دریچه‌ها که نزدیک به ۸ متر داخل زمین بوده و هوای جریان یافته بر روی صخره‌های موجود رطوبت تولید کرده و روی سنگها شروع به یخ زدن می‌کند. هوای غار به وسیله دودکشی که به بیرون از غار راه دارد تأمین می‌شود و در داخل آن هیچگونه کمبود اکسیژن مشاهده نمی‌شود. تالار اصلی غار بوسیله راهروهایی پیچ‌پیچ از جانب ضلع غربی به تالارهای نسبتاً کوچکی مرتبط می‌شود. خاصیت متضاد آن با هوای خارج از غار از ویژگی منحصر به فرد این اثر طبیعی است.